# Mbipia
Рід налічує 2 види риб родини цихлові.

## Види
- Mbipia lutea Seehausen & Bouton 1998
- Mbipia mbipi Lippitsch & Bouton 1998